# 長治市
長治市（ちょうじ-し）は 中華人民共和国山西省南東部に位置する地級市。

## 地理
山西省の東南部に位置し、河北省、河南省、晋中市、臨汾市、晋城市と接する。大陸性気候で、年平均気温は7.5℃から12℃である。

## 歴史
旧称は上党であり、春秋時代に晋の地名として登場する。戦国時代に韓により上党郡が設置されて以降、唐初まで沿襲され、唐により潞州に改編されている。
1529年（嘉靖8年）、明朝が潞州を潞州府に改編した際に長治県を設置、清から中華民国に沿襲されている。中華人民共和国成立後、1951年に省直轄市、1958年には晋東南専署管轄の県級市、1975年に再び省直轄市となった。
1985年4月30日、晋東南地区の廃止が決定され、晋城市と長治市が成立し、襄垣県、屯留県、平順県、黎城県、壷関県、長子県、武郷県、沁県、沁源県が長治市の管轄とされた。

## 行政区画
4市轄区・8県を管轄する。
- 市轄区：
  - 潞州区・上党区・屯留区・潞城区
- 県：
  - 長子県・平順県・襄垣県・沁源県・黎城県・武郷県・沁県・壷関県

| 長治市の地図                                                                      |
| --------------------------------------------------------------------------------- |
| 潞州区 上党区 屯留区 潞城区 襄垣県 平順県 黎城県 壷関県 長子県 武郷県 沁県 沁源県 |

### 年表
この節の出典

#### 長治専区
- 1949年10月1日 - 中華人民共和国山西省長治専区が成立。長治市・長治県・長子県・屯留県・武郷県・沁県・沁源県・襄垣県・黎城県・潞城県・壷関県・平順県・高平県・晋城県・陽城県・陵川県・沁水県が発足。(1市16県)
- 1949年11月23日 (16県1工鉱区)
  - 長治市が区制施行し、長治工鉱区となる。
  - 長治県・潞城県・襄垣県・屯留県の各一部が長治工鉱区に編入。
- 1951年12月11日 - 長治工鉱区が市制施行し、地級市の長治市に昇格。(16県)
- 1953年4月30日 - 平順県の一部が河南省安陽専区林県に編入。(16県)
- 1954年4月9日 - 潞城県・長治県が合併し、潞安県が発足。(15県)
- 1955年2月6日 - 長治市黄碾区が潞安県に編入。(15県)
- 1955年10月14日 - 晋城県の一部が河南省新郷専区修武県に編入。(15県)
- 1956年8月11日 - 晋城県の一部が河南省新郷専区沁陽県に編入。(15県)
- 1956年11月23日 - 潞安県の一部が分立し、長治市黄碾区となる。(15県)
- 1958年6月4日 - 長治市を編入。長治市が県級市に降格。(1市15県)
- 1958年9月5日 (1市13県)
  - 屯留県・長子県が合併し、屯長県が発足。
  - 襄垣県・沁県が合併し、襄沁県が発足。
- 1958年11月3日 - 長治専区が晋東南専区に改称。

#### 長治市(第1次)
- 1951年12月11日 - 長治専区長治工鉱区が地級市の長治市に昇格。(1市)
- 1952年8月30日 - 城郊区・黄碾区を設置。(2区)
- 1955年2月6日 - 黄碾区が長治専区潞安県に編入。(1区)
- 1956年11月23日 - 長治専区潞安県の一部が分立し、黄碾区が発足。(2区)
- 1957年10月15日 - 黄碾区・城郊区を廃止。(1市)
- 1958年6月4日 - 長治市が長治専区に編入。

#### 晋東南地区
- 1958年11月21日 (1市6県)
  - 潞安県が長治市・黎城県に分割編入。
  - 屯長県が長治市に編入。
  - 晋中専区楡社県が武郷県に編入。
  - 襄沁県・沁源県が合併し、沁県が発足。
  - 平順県が壷関県・黎城県に分割編入。
  - 陵川県・高平県が晋城県に編入。
  - 沁水県が晋城県・陽城県、晋南専区翼城県に分割編入。
- 1960年1月7日 (1市12県)
  - 長治市の一部が分立し、屯長県が発足。
  - 壷関県の一部が分立し、平順県が発足。
  - 晋城県の一部が分立し、陵川県が発足。
  - 陽城県の一部が分立し、沁水県が発足。
  - 沁県の一部が分立し、沁源県・襄垣県が発足。
  - 武郷県の一部が分立し、晋中専区楡社県となる。
- 1961年7月9日 (1市14県)
  - 晋城県の一部が分立し、高平県が発足。
  - 屯長県が分割され、屯留県・長子県が発足。
- 1961年11月7日 - 陽城県の一部が河南省新郷専区済源県に編入。(1市14県)
- 1962年3月27日 - 長治市の一部が分立し、長治県・潞城県が発足。(1市16県)
- 1970年1月11日 - 晋東南専区が晋東南地区に改称。(1市16県)
- 1971年5月10日 (1市16県)
  - 長治県の一部が長治市に編入。
  - 長治市の一部が潞城県に編入。
- 1972年3月16日 (1市16県)
  - 潞城県の一部が長治市に編入。
  - 長治市の一部が長治県に編入。
- 1972年4月5日 - 屯留県の一部が長治市に編入。(1市16県)
- 1975年7月9日 - 長治市が地級市の長治市に昇格。(16県)
- 1983年7月28日 (1市13県)
  - 長治県・潞城県が長治市に編入。
  - 晋城県が市制施行し、晋城市となる。
- 1985年4月30日 
  - 晋城市が地級市の晋城市に昇格。
  - 沁水県・陽城県・高平県・陵川県が晋城市に編入。
  - 襄垣県・屯留県・平順県・黎城県・壷関県・長子県・武郷県・沁県・沁源県が長治市に編入。

#### 長治市(第2次)
- 1975年7月9日 - 晋東南地区長治市が地級市の長治市に昇格。(1市)
- 1975年12月30日 - 城区・郊区を設置。(2区)
- 1982年4月10日 - 郊区の一部が城区に編入。(2区)
- 1983年7月28日 - 晋東南地区長治県・潞城県を編入。(2区2県)
- 1985年4月30日 - 晋東南地区襄垣県・屯留県・平順県・黎城県・壷関県・長子県・武郷県・沁県・沁源県を編入。(2区11県)
- 1994年4月26日 - 潞城県が市制施行し、潞城市となる。(2区1市10県)
- 2018年9月30日 (4区8県)
  - 城区・郊区が合併し、潞州区が発足。
  - 長治県が区制施行し、上党区となる。
  - 屯留県が区制施行し、屯留区となる。
  - 潞城市が区制施行し、潞城区となる。

## 交通
空港
- 長治王村空港（中国語版）

鉄道
- 太焦線（中国語版）（山西省太原-河南省焦作市）

道路
- G207国道（中国語版）
- G208国道
- G309国道